# 托氏稻鼠
托氏稻鼠（Oryzomys dimidiatus）是倉鼠科下的一個物種。1904年以来，人们曾採集的三个标本都是從尼加拉瓜东南部采集的。人們发现這個物種后把牠列入了泳鼠屬，后来被归入稻鼠屬的亚属，并最终被确认与稻鼠屬的其他物种密切相关，其中包括分布在同一地区的稻大鼠和庫氏稻鼠。
托氏稻鼠的头加体长為110 至 128 毫米，托氏稻鼠是一种中型稻鼠。上半身是灰棕色的，下半身是灰色的，不像庫氏稻鼠那样呈现灰白色。尾巴上方仅略深于下方。所有三个标本都在水边捕获，该物种可能是半水生動物，可以在水中停留了一段时间。其保护程度目前被评估为无危。